# Das Rheingold
Das Rheingold (en alemany, en català: L'or del Rin) és la primera de les quatre òperes que componen Der Ring des Nibelungen (L'anell del nibelung) de Richard Wagner. Es va estrenar al Teatre Nacional de Múnic el 22 de setembre de 1869. Wagner volia que aquesta òpera s'estrenés com a part de tot el cicle, però es va veure obligat a permetre l'actuació davant la insistència del seu protector el rei Lluís II de Baviera. Va ser representada per primera vegada com a part del cicle complet el 13 d'agost de 1876, al Festival de Bayreuth.
Wagner va escriure els llibrets de Der Ring en ordre invers, de manera que Das Rheingold va ser l'últim dels textos que es van escriure; va ser, però, el primer que es va posar en música. La partitura es va completar el 1854, però Wagner no estava disposat a aprovar-ne la interpretació fins que s'acabés tot el cicle; va treballar de manera intermitent en aquesta música fins al 1874. L'estrena de Múnic de Das Rheingold el 1869 es va posar en escena, molt en contra de la voluntat de Wagner, per ordre del seu mecenes, el rei Lluís II de Baviera. Després de la seva estrena a Bayreuth l'any 1876, el cicle Der Ring es va introduir en el repertori mundial, amb actuacions a tots els principals teatres d'òpera, en els quals s'ha mantingut com un esdeveniment habitual i popular.
En el seu assaig de 1851 Òpera i Drama, Wagner havia exposat nous principis sobre com s'havien de construir els drames musicals, sota els quals es rebutjaven les formes convencionals d'òpera (àries, conjunts, cors). En lloc de proporcionar escenaris de paraules, la música interpretaria el text emocionalment, reflectint els sentiments i els estats d'ànim darrere de l'obra, utilitzant un sistema de leitmotivs recurrents per representar persones, idees i situacions. Das Rheingold va ser la primera obra de Wagner que va adoptar aquests principis, i la seva adhesió més rígida, malgrat algunes desviacions: les dones del Rin canten sovint en conjunt.
Com a "vetllada preliminar" dins del cicle, Das Rheingold dona el rerefons als esdeveniments que impulsen els principals drames del cicle. Relata el robatori d'⁣Alberich de l'or del Rin després de la seva renúncia a l'amor; la seva confecció de l'anell totpoderós a partir de l'or i la seva esclavització dels Nibelungs⁣; la confiscació de Wotan de l'or i l'anell, per pagar el seu deute amb els gegants que han construït la seva fortalesa Valhalla⁣; la maledicció d'Alberich sobre l'anell i els seus posseïdors; l'advertència d'⁣Erda a Wotan perquè abandoni l'anell; la primera manifestació del poder de la maledicció després que Wotan cedís l'anell als gegants; i l'entrada incòmoda dels déus al Valhalla, sota l'ombra de la seva fatalitat imminent.

## Origen i context
Estructura del cicle de L'anell

1. Das Rheingold
2. Die Walküre
3. Siegfried
4. Götterdämmerung

Després d'haver acabat la seva òpera Lohengrin l'abril de 1848, Richard Wagner va triar com a tema següent Siegfried, l'heroi llegendari del mite germànic. L'octubre d'aquell any va preparar un esquema en prosa per a La mort de Sigfried, que durant els mesos següents va desenvolupar en un llibret complet. Després de la seva fugida de Dresden i traslladat a Suïssa, va continuar desenvolupant i ampliant el seu projecte Siegfried, havent decidit mentrestant que una sola obra no seria suficient per als seus propòsits; en el seu concepte ampliat, La mort de Siegfried seria la culminació d'una sèrie de drames musicals que incorporarien una xarxa de mites de les seves fonts i la seva imaginació, cadascun explicant una etapa de la història. L'any 1851 va exposar el seu propòsit en el seu assaig Una comunicació als meus amics: "Em proposo produir el meu mite en tres drames complets, precedits d'un llarg preludi (Vorspiel)". Cadascun d'aquests drames, va dir, constituiria un tot independent, però no es representarien per separat. "En un Festival especialment designat, proposo, en un futur, produir aquests tres drames amb el seu preludi, en el transcurs de tres dies i una tarda.
D'acord amb aquest esquema, La mort de Siegfried, molt revisada de la seva forma original, esdevingué finalment Götterdämmerung (El crepuscle dels déus). Va ser precedit per la història de la joventut de Siegfried, El jove Siegfried, més tard rebatejada Siegfried, precedit per Die Walküre (La Valquíria). Finalment, a aquestes tres obres Wagner va afegir un pròleg que va anomenar Das Rheingold.

## Rols
| Rol               | Descripció                                                                       | Tipus de veu                    | Repartiment de l'estrena de Múnic Director: Franz Wüllner | Repartiment a l'estrena del cicle complet Director: Hans Richter |
| Déus              | Déus                                                                             | Déus                            | Déus                                                      | Déus                                                             |
| ----------------- | -------------------------------------------------------------------------------- | ------------------------------- | --------------------------------------------------------- | ---------------------------------------------------------------- |
| Wotan             | Déu de la batalla, i dels contractes, governant dels déus                        | baix-baríton                    | August Kindermann                                         | Franz Betz                                                       |
| Loge              | El semidéu del foc, el servidor executiu intel·ligent i manipulador de Wotan     | tenor                           | Heinrich Vogl                                             | Heinrich Vogl                                                    |
| Fricka            | Deessa dels valors familiars; esposa de Wotan                                    | mezzosoprano dramàtica          | Sophie Stehle                                             | Friederike Grün                                                  |
| Freia             | Deessa de l'amor i la bellesa, guardiana de les pomes d'or; la germana de Fricka | soprano                         | Henriette Müller-Marion                                   | Marie Haupt                                                      |
| Froh              | Déu de la primavera i del sol; el gentil germà de la Freia                       | tenor                           | Franz Nachbaur                                            | Georg Unger                                                      |
| Donner            | Déu del tro; el germà temperat de la Freia                                       | baríton                         | Karl Samuel Heinrich                                      | Eugen Gura                                                       |
| Erda              | Mare terra primordial, deessa de la saviesa terrenal                             | Contralt                        | Emma Seehofer                                             | Luisa Jaide                                                      |
| Nibelungs         |                                                                                  |                                 |                                                           |                                                                  |
| Alberich          | Nan afamat de poder, senyor dels Nibelungs                                       | baríton                         | Karl Fischer                                              | Karl Hill                                                        |
| Mim               | El germà d'Alberich, un covard expert ferrer                                     | tenor                           | Max Schlosser                                             | Max Schlosser                                                    |
| Gegants           |                                                                                  |                                 |                                                           |                                                                  |
| Fasolt            | Gegant, enamorat de Freia                                                        | baix                            | Toni Petzer                                               | Albert Eilers                                                    |
| Fafner            | Gegant; el germà despietat de Fasolt                                             | baix                            | Kaspar Bausewein                                          | Franz von Reichenberg                                            |
| Donzelles del Rin |                                                                                  |                                 |                                                           |                                                                  |
| Woglinde          | Nimfa del riu                                                                    | soprano de coloratura dramàtica | Anna Kaufmann                                             | Lilli Lehmann                                                    |
| Wellgunde         | Nimfa del riu                                                                    | soprano o mezzosoprano          | Therese Vogl                                              | Marie Lehmann                                                    |
| Floßhilde         | Nimfa del riu                                                                    | mezzosoprano                    | Wilhelmine Ritter                                         | Minna Lammert                                                    |

## Argument

### Escena I

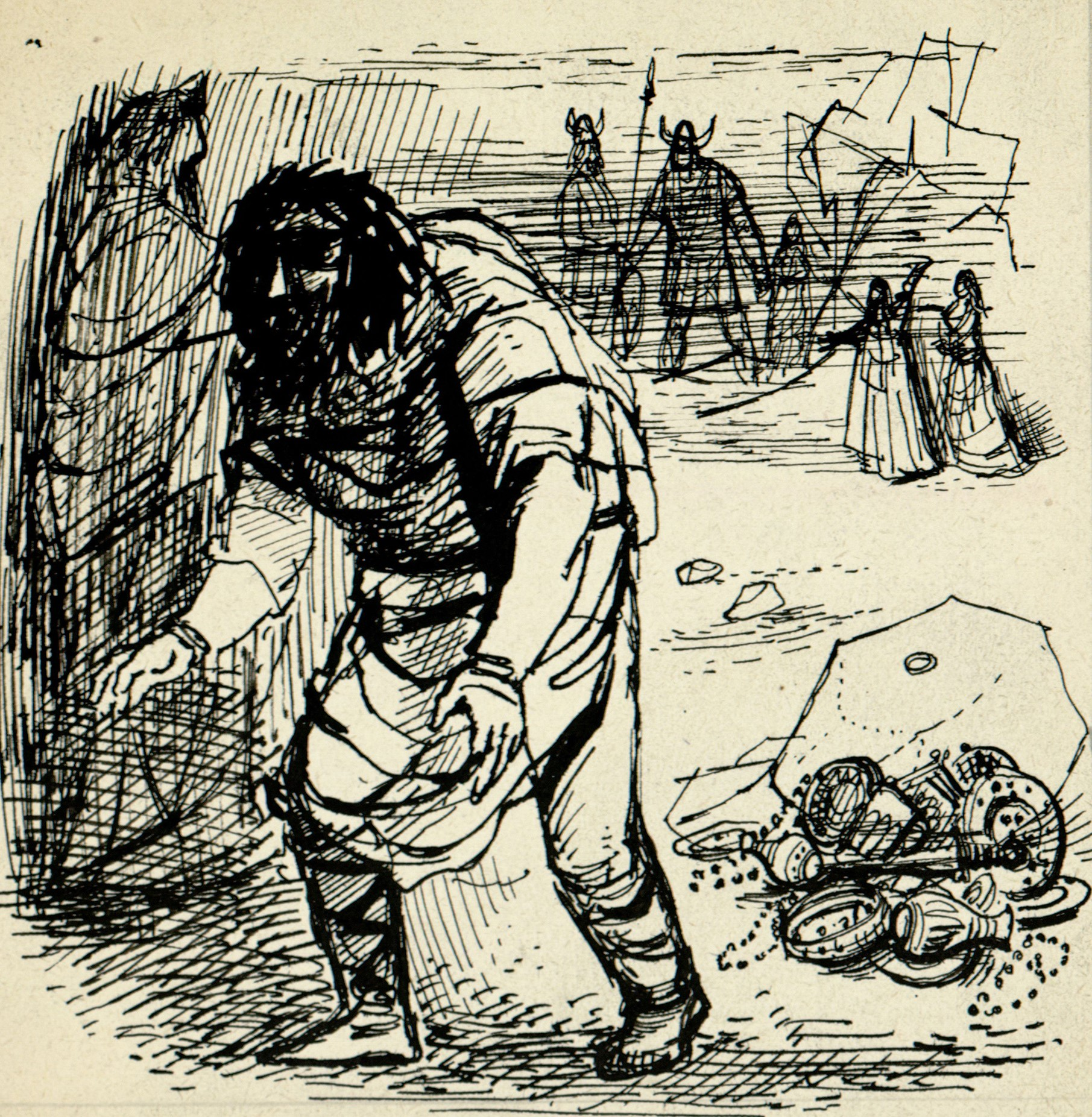

Das Rheingold s'inicia amb un preludi de més de cent cinquanta compassos sense modulació basat en un triple acord de mi bemoll que representa els moviments constants i eterns del riu Rin. Richard Wagner va generar aquesta melodia mentre es trobava mig adormit. El poder de la música s'eleva mentre el teló ascendeix. Les tres donzelles del Rin (Rheinmaidens): Woglinde, Wellgunde i Flosshilde, juguen entre elles al fons del riu Rin. Alberich, un nan nibelung, apareix de les profunditats i intenta seduir les donzelles. Les tres noies es burlen de l'aspecte poc atractiu d'Alberich i dels seus intents de seduir-les, la qual cosa causa la ira del nan. En un moment donat i després de diversos intents de seducció frustrats, Alberich nota la brillantor daurada que emana d'una roca pròxima i pregunta a les donzelles quina n'és la causa. Totes tres responen que és l'or del Rin (Rheingold), el qual va ser posat sota la seva cura per son pare, el Rhin. Després les dames expliquen que només aquell que renunciï a l'amor podrà crear un anell a partir de l'or del Rin. L'anell permetria al seu amo dominar el món. Les tres donzelles creuen que el luxuriós nan no és una amenaça per a l'or del Rin, però Alberich s'amoïna per les burles de les tres dames, declara que renuncia a l'amor i fuig amb l'or.

### Escena II

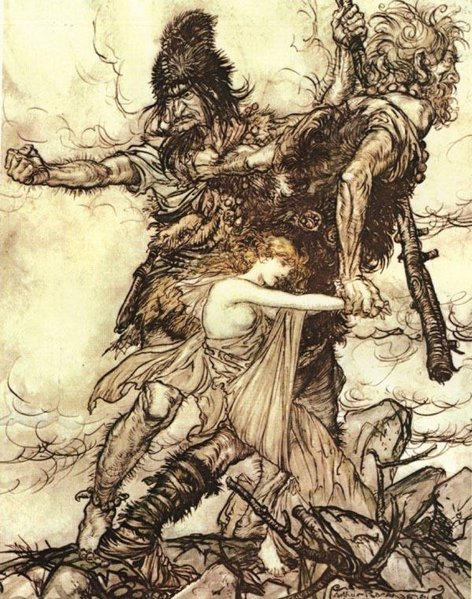
Els gegants s'enduen a Freia

Wotan, rei dels déus, dorm en el cim d'una muntanya junt amb Fricka, la seva esposa. Fricka es desperta i aconsegueix veure un magnífic castell a la seva esquena. Desperta a Wotan, i aquest li fa saber que la seva nova llar ha estat construïda. Els gegants van completar l'obra i a canvi Wotan els va oferir Freia, la deessa de l'amor. Fricka es troba consternada per la seva germana, però Wotan confia que no haurà de complir la seva paraula.
Freia apareix horroritzada; la segueixen els gegants Fasolt i Fafner. Fasolt demanda que se li pagui pel treball que va fer i declara que el poder de Wotan es deriva dels tractats que hi ha inscrit sobre la seva llança i entre aquests es troba el pacte que va fer amb els gegants. Donner, déu del tro, i Froh, déu de la primavera, apareixen per a poder defensar la seva germana però Wotan els deté, ja que no pot rompre la paraula donada als gegants.
Loge, déu del foc, apareix just a temps i Wotan confia que la saviesa del semidéu l'ajudarà a trobar una manera de no complir l'acord amb els gegants. Loge narra com Alberich ha robat l'or del Rin (Rheingold) i ha forjat un poderós anell utilitzant el metall. Wotan, Fricka i els gegants immediatament comencen a pensar la manera d'apoderar-se de l'anell; Loge suggereix una manera de robar-li l'artefacte al nan. Fafner demana que l'anell sigui la forma de pagament pel castell de Wotan, en comptes de Freia. Els gegants se'n van però s'emporten Freia com a ostatge.
Les pomes daurades de Freia havien permès que els déus es mantinguessin joves permanentment, però amb la seva absència comencen a envellir i a deteriorar-se. L'única manera de revertir això és aconseguir l'anell per a poder rescatar Freia. Wotan i Loge descendeixen al món terrestre a la recerca de l'anell.
Hi ha un intermedi orquestral que "narra" el descens de Loge i Wotan cap al Nibelheim. Un dels detalls característics de l'intermedi és la disminució del volum de l'orquestra perquè es puguin escoltar divuit encluses que descriuen la tasca dels nibelungs que Alberich té esclavitzats.

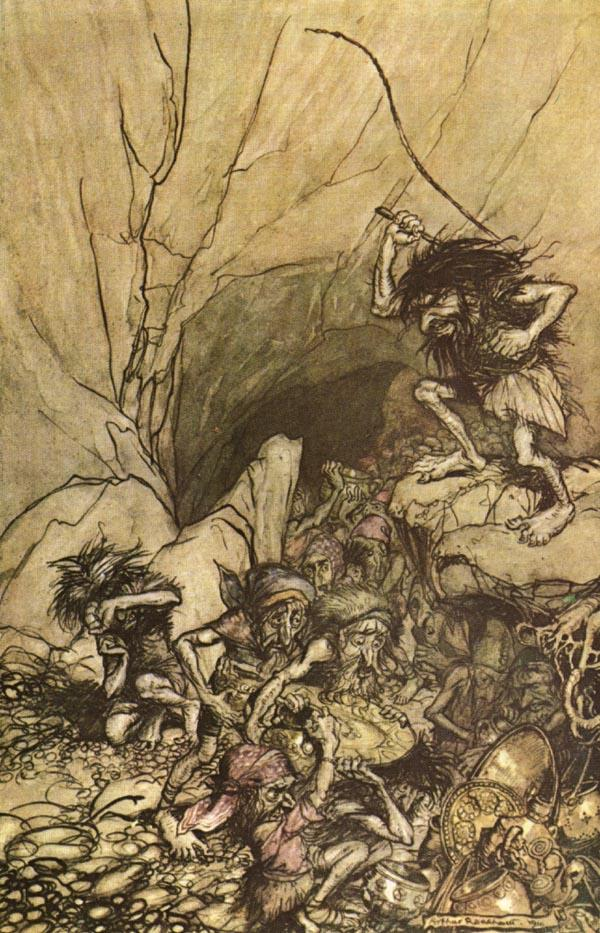
Alberich esclavitza els nans nibelungs.

### Escena III
Al Nibelheim, Alberich ha esclavitzat la resta dels nans nibelungs. El nan ha obligat que el seu germà, Mime, li forgi un casc màgic, el Tarnhelm. El Tarnhelm permet que Alberich es torni invisible i així pugui turmentar encara més els seus súbdits.
Wotan i Loge arriben al seu destí final i es troben a Mime, qui els conta la història de l'anell i es queixa de la misèria en què viuen els nibelungs sota el domini d'Alberich. Mentrestant, Alberich obliga que els seus esclaus emmagatzemin vastes quantitats d'or i quan acaben la seva tasca els despatxa per a poder atendre els dos visitants. Alberich anuncia els seus plans de dominar el món i després Loge l'enganya perquè li mostra el poder del Tarnhelm, la qual cosa porta a Alberich a convertir-se en un drac i després en un gripau, moment que aprofiten els dos visitants per a capturar-lo.

### Escena IV
En el cim de la muntanya, Wotan i Loge obliguen a Alberich a lliurar la seva fortuna a canvi de la seva llibertat. Els déus li deslliguen la mà dreta, amb la qual utilitza l'anell per a convocar als seus esclaus perquè presenten l'or als déus. Una vegada lliurat l'or, Alberich demana que se li torni el Tarnhelm, però Loge diu que és part del rescat per la seva llibertat. Finalment, Wotan li demana l'anell, i tot i que Alberich es nega a lliurar-lo, Wotan li arrabassa i el posa sobre el seu dit. Aquest acte enfurisma Alberich, qui llança una maledicció sobre l'anell: fins que no li sigui tornat, aquell que no el posseeixi el desitjarà i aquell que el posseeixi només rebrà penes i mort.
Fricka, Donner i Froh apareixen i són rebuts per Wotan i Loge, que mostren l'or que s'utilitzarà per a rescatar Freia. Fasolt i Fafner tornen amb Freia. Des de l'inici, tots dos insisteixen a demanar l'or suficient per tapar completament Freia. Una vegada s'amuntega tot l'or, Wotan ha de lliurar encara el Tarnhelm per a poder complir la demanda de Fasolt i Fafner. Finalment, Fasolt li mostra que hi ha un petit buit a la pila d'or, que només podrà ser cobert amb l'anell. Wotan es nega a lliurar l'anell i, per tant, els gegants anuncien que s'enduran Freia novament.
Sobtadament, Erda, deessa primigènia de la terra i la dona més sàvia del món, apareix. Erda adverteix Wotan sobre la maledicció de l'anell i, per tant, li demana que l'abandoni. Wotan, consternat, lliura l'anell i Freia és alliberada. Mentrestant els gegants es divideixen el tresor i s'inicia una disputa sobre quin dels dos rebrà l'anell. Fafner mor Fasolt a cops i es retira amb tota la fortuna. Un Wotan horroritzat s'adona del terrible poder que té la maledicció d'Alberich.
Finalment, els déus es preparen per a entrar a la seva nova llar. Donner crea una tempesta elèctrica i, una vegada acabada, Froh invoca un arc de Sant Martí que els déus utilitzen com a pont per a penetrar en el seu castell. Wotan els guia cap al castell, el qual anomena Valhalla. Fricka pregunta a Wotan sobre el significat del nom i la resposta és que serà revelat en un futur.
Loge, que sap que el fi dels déus s'acosta, no segueix els altres al Valhalla. En el riu, les tres filles del Rin (Rheintmaiden) lamenten la pèrdua del seu or. Cau el teló.

## Història

### Text, fonts, personatges

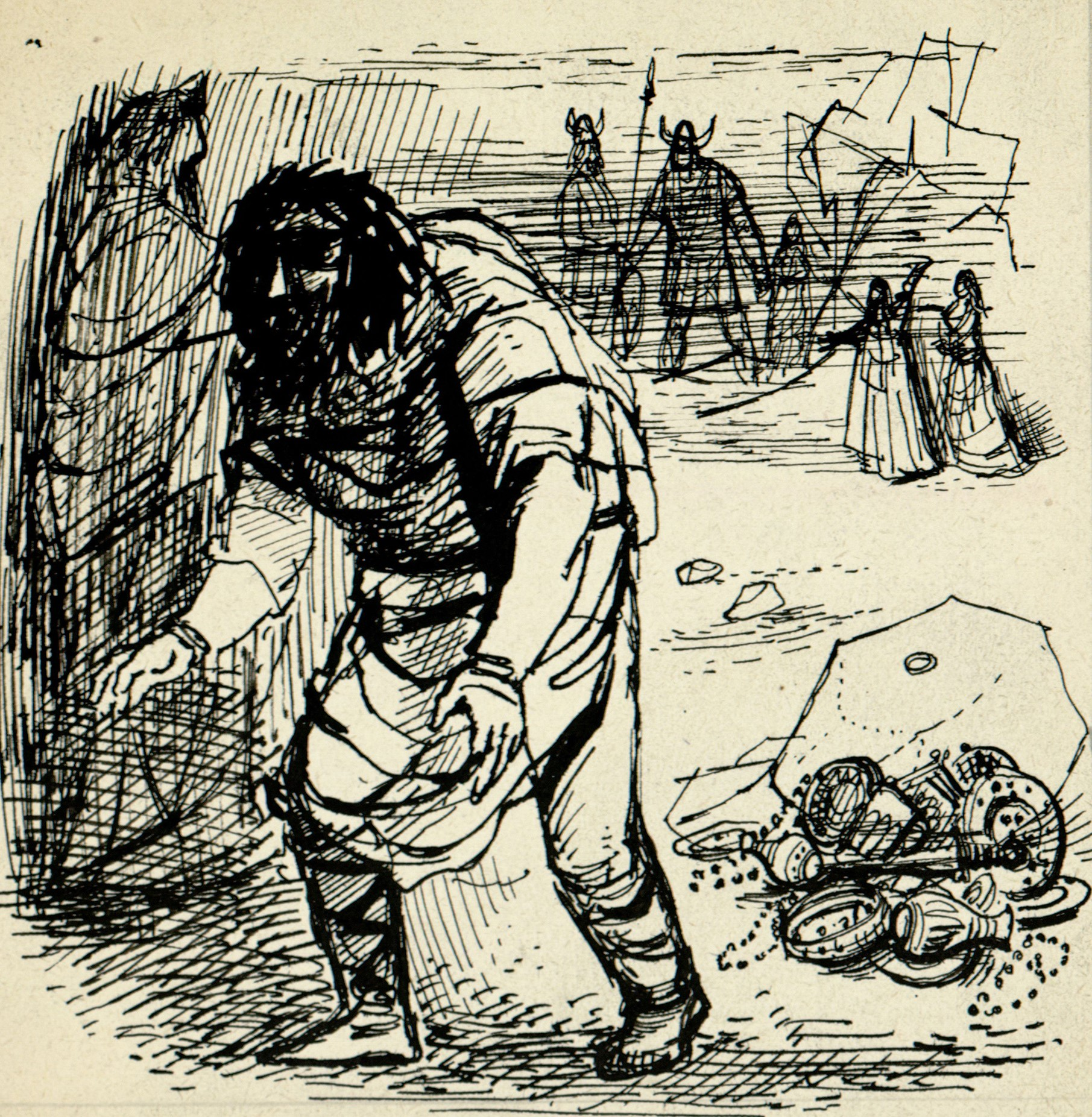
Portada del llibret de Das Rheingold (Peter Hoffer)

Com que Wagner va desenvolupar el seu esquema de L'anell en ordre cronològic invers, el "poema" (libret) de Das Rheingold va ser l'últim dels quatre que es van escriure. Va acabar el seu pla de prosa per a l'obra el març de 1852, i el 15 de setembre va començar a escriure el llibret complet, que va acabar el 3 de novembre. El febrer de 1853, a l'Hotel Baur au Lac de Zuric, Wagner va llegir tot el text del Ring a un públic convidat, després del qual les quatre parts es van publicar en una edició privada limitada a 50 còpies. El text no es va publicar comercialment fins al 1863.

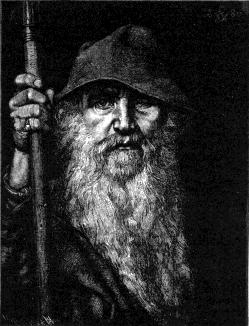
Wotan

De les principals fonts que Wagner va utilitzar per crear el cicle del Ring, les Eddas escandinaves -l'Edda poètica i l'⁣Edda en prosa- van proporcionar la major part del material per a Das Rheingold. Es tracta de poemes i textos d'Islàndia dels segles XII i XIII, que relaten les accions de diversos déus nòrdics. Entre aquestes històries, els déus Odin (Wotan) i Loki (Loge) roben un anell màgic i un grapat d'or en poder del nan Andvari (Alberich de Wagner), que s'utilitzen per rescatar un deute a dos germans. Un d'aquests, Fafnir, mata el seu germà i es converteix en un drac per guardar l'or. Les Eddas també presenten els déus Thor (Donner), Frey (Froh) i les deesses Frigg (Fricka) i Freyja (Freia). La idea d'Erda, la mare de la terra, pot haver-se derivat del personatge Jord (que significa "Terra"), que apareix a les Eddas com la mare de Thor.
Alguns personatges de Rhinegold provenen de fora de les Eddas. Mime apareix a la saga Thidriks, com un ferrer humà més que com un nibelung esclau. Les tres Donzelles del Rin no apareixen en cap de les sagues i són substancialment invent de Wagner; també va proporcionar els seus noms individuals Woglinde, Wellgunde i Floßhilde. En la seva anàlisi de L'anell, Deryck Cooke suggereix que l'origen de les donzelles del Rin pot ser als Nibelungenlied, on tres esperits d'aigua es burlen dels personatges Hagen i Gunther. Wagner també pot haver estat influenciada per la llegenda alemanya basada en el Rin de Lorelei, que atrau els pescadors a les roques amb el seu cant, i pel mite grec de les Hespèrides en què tres donzelles guarden un tresor d'or.
Robert Jacobs, a la seva biografia del compositor, observa que el "mite del Nibelung" en què Wagner va basar tota la seva història de Deir Ring va ser "una creació molt personal", fruit de la "manipulació brillant" de Wagner de les seves fonts. En el text de Rheingold, Wagner va utilitzar els seus poders imaginatius per adaptar, canviar i distorsionar les històries i els personatges de les sagues. JK Holman, a la seva "Listener's Guide and Concordance" (2001), cita el personatge d'Alberich com a tipificació de la capacitat de Wagner per "consolidar aspectes seleccionats de diverses històries per crear... retrats vívids, coherents i psicològicament convincents". Si bé la importància d'alguns personatges es veu millorada en la versió de Wagner, d'altres, com Donner, Froh i Freia, que són figures importants de les sagues, són reduïts per Wagner a papers d'impotència en gran part passiva.
Wagner va concebre originalment la primera escena de Das Rheingold com un pròleg de les tres escenes que la segueixen. Com a tal, l'estructura replica la de Götterdämmerung, i també la del cicle complet de L'anell.

### Composició
Ja el 1840, al seu relat Eine Pilgerfahrt zu Beethoven(Un pelegrinatge a Beethoven), Wagner havia anticipat una forma de drama líric en què desapareixerien les divisions operístiques estàndard. A principis de 1851 va publicar el seu assaig de llibre Opera and Drama, en el qual va exposar les seves idees emergents al voltant del concepte de Gesamtkunstwerk - "obra d'art total". En el nou tipus de drama musical, va escriure, les normes operístiques tradicionals de cor, àries i números vocals no hi tindrien part. La línia vocal, en paraules de Gutman, "interpretaria emocionalment el text mitjançant juxtaposicions calculades artificialment de ritme, accent, to i relacions clau". L'orquestra, a més de proporcionar el color instrumental adequat a cada situació escènica, utilitzaria un sistema de leitmotivs, cadascun representant musicalment una persona, una idea o una situació. Wagner va anomenar aquests "motius de reminiscència i pressentiment", que porten una intensa experiència emocional a través de la música en lloc de les paraules. Segons Jacobs, haurien d'"impregnar tot el teixit del drama musical". La partitura de Rheingold s'estructura al voltant de molts d'aquests motius; els analistes han utilitzat diferents principis per determinar el nombre total. Holman en compta 42, mentre que Roger Scruton, en la seva anàlisi filosòfica de L'anell del 2017, els numera en 53.
A part d'alguns esbossos primerencs del 1850, relacionats amb la mort de Siegfried, Wagner va compondre la música de L'anell en la seva seqüència adequada. Així, Das Rheingold va ser el seu primer intent d'adoptar els principis establerts a Opera i Drama. Segons les seves memòries, la primera inspiració de Wagner per a la música li va arribar en un mig somni, el 4 de setembre de 1853, mentre estava a Spezia a Itàlia. Enregistra la sensació d'"enfonsar-se en l'aigua que flueix ràpidament. El so corrent es va formar al meu cervell en un so musical, l'acord de mi bemoll major, que tornava a ressonar contínuament en formes trencades... Vaig reconèixer de seguida que l'obertura orquestral del Rheingold, que durant molt de temps devia romandre latent dins meu, tot i que no havia pogut trobar una forma definida, se m'havia rebel·lat per fi". Algunes autoritats (per Millington et al., 1992) han discutit la validesa d'aquest argument, que Nikolaus Bacht es refereix com una "al·lucinació acústica".
Després d'una llarga gira, Wagner va tornar a Zuric a finals d'octubre i va començar a escriure la música de Rheingold l'1 de novembre. Va acabar el primer esborrany a mitjans de gener de 1854, i a finals de maig havia completat la partitura orquestral completa. Segons Holman, el resultat va ser "una ruptura impressionant amb la producció musical anterior de Wagner" En els tres anys posteriors a la finalització de la partitura de Rheingold, Wagner va escriure la música de Die Walküre, i per als dos primers actes de Siegfried. Aleshores, el 1857, va deixar Siegfried de banda per treballar en Tristany und Isolde, i no va tornar al projecte de L'anell durant 12 anys.

## Representacions

### Estrena, Múnic, 22 de setembre de 1869
Molt abans que Das Rheingold estigués a punt per a la representació, Wagner va dirigir fragments de la música de les escenes 1, 2 i 4, en un concert a Viena el 26 de desembre de 1862. L'obra va romandre sense escenificar, però el 1869 el principal patrocinador financer de Wagner, el rei Lluís de Baviera, estava pressionant per a una actuació primerenca a Múnic. Wagner volia esperar fins que s'acabés el cicle, quan ell mateix escenificaria l'obra; també, el seu retorn a Múnic probablement hauria precipitat un escàndol, en vista de la seva, en aquell moment, aventura amb la casada Cosima von Bülow. Wagner es va horroritzar davant la idea que la seva obra fos presentada d'acord amb els gustos excèntrics de Lluís. No obstant això, Lluís, que posseïa els drets d'autor, va insistir perquè Rheingold fos produïda al Hofoper de Múnic sense més demora. Wagner va fer tot el que va poder per sabotejar aquesta producció, fixada per a l'agost de 1869, i va persuadir el director designat, Hans Richter, que es retirés després d'un assaig general molest. Lluís es va mostrar impassible; va denunciar Wagner, va destituir Richter, va nomenar un altre director d'orquestra, Franz Wüllner, i va reprogramar l'estrena per al 22 de setembre. A Wagner se li va negar l'admissió als assajos al teatre, i va tornar, enfadat i derrotat, a casa seva a Tribschen.
Els estudiosos difereixen quant a l'èxit o no de l'estrena de Múnic. Osborne sosté que l'actuació va tenir èxit, com ho fa Holman, mentre que Oliver Hilmes a la seva biografia de Cosima la descriu com "un desastre artístic". Les entrades del diari de Cosima del 24 i 27 de setembre assenyalen que l'actuació va ser retratada a la premsa de Múnic com un succès d'estime, o d'altra manera com "una obra avorrida i amb una decoració prodigiosa". Gutman sosté que gran part del comentari advers sobre l'estrena de Múnic deriva de la propaganda posterior de Bayreuth, i conclou que, "en molts aspectes, aquestes actuacions de Múnic van superar el nivell del primer festival de Bayreuth". Pel que fa a la reacció del públic, el principal interès del públic es trobava en l'escenari de la novel·la i els efectes escènics; el nou enfocament de la composició de Wagner els va superar en gran manera.

### Estrena a Bayreuth, 13 d'agost de 1876

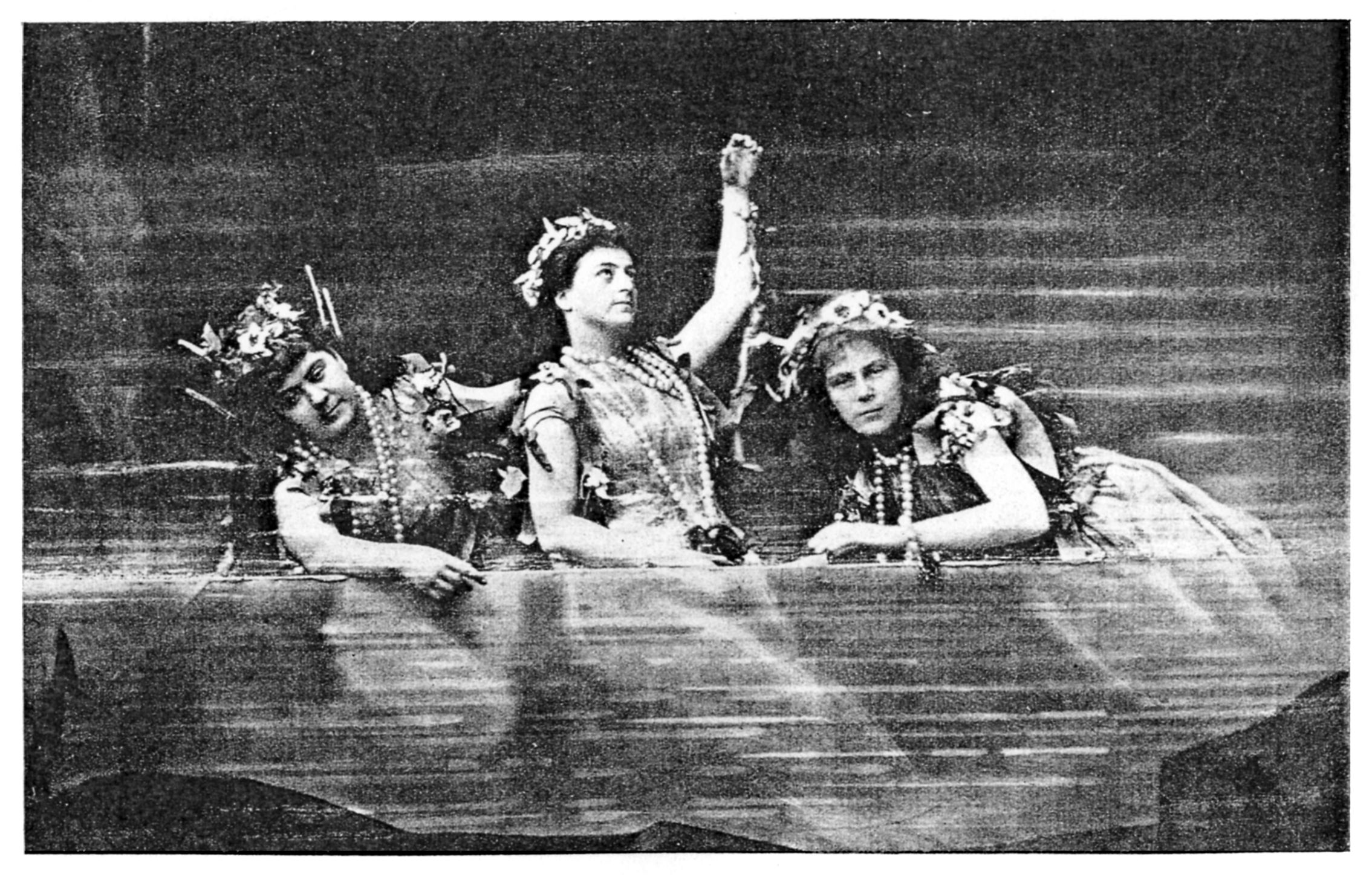
Les donzelles del Rin, a la primera producció de Bayreuth de Das Rheingold, 1876. D'esquerra a dreta: Minna Lammert (Floßhilde); Lilli Lehmann (Woglinde); Marie Lehmann (Wellgunde)

El 1876, amb la construcció del Bayreuth Festspielhaus, Wagner estava preparat per organitzar el primer Festival de Bayreuth amb la seva pròpia producció del cicle Ring ara complet, començant amb una representació de Das Rheingold el 13 d'agost. Aquest esdeveniment va ser precedit per mesos de preparació en què Wagner estava profundament compromès; segons testimonis, va ser "director, productor, entrenador, director d'orquestra, cantant, actor, director d'escena, maquinista i guionista". Va buscar a Europa els millors intèrprets d'orquestra, i va seleccionar un repartiment de cantants en gran part nou del repartiment de Múnic, només hi havia contractat Heinrich Vogl (Loge), tot i que Richter, destituït com a director a Múnic, va rebre la batuta a Bayreuth.
L'estrena del 13 d'agost va ser un esdeveniment d'importància internacional i va atreure un públic distingit que incloïa el kaiser Guillem I, l'emperador Pere II del Brasil i nombrosos representants de les diferents cases reials europees. El rei Lluís, no disposat a enfrontar-se al contacte amb els seus companys reials o la multitud reunida, va assistir als assajos generals d'incògnit, però va abandonar Bayreuth abans de la nit d'obertura. La majoria dels compositors més importants d'Europa també hi van ser presents, inclosos Txaikovski, Gounod, Bruckner, Grieg, Saint-Saëns i el sogre de Wagner, Franz Liszt, juntament amb un gran cos de crítics musicals i directors de teatre d'òpera. La gran afluència de visitants va desbordar els recursos de la població de dimensions modestes i va causar un gran malestar a alguns dels convidats més distingits; Txaikovski va descriure més tard la seva estada a Bayreuth com una "lluita per l'existència".
Malgrat l'acurada preparació, la primera actuació de Bayreuth de Das Rheingold va estar marcada per diversos contratemps. Alguns canvis d'escenari es van fer malament; en un moment es va aixecar prematurament un teló de fons per revelar una sèrie de tramoistes i maquinària escènica; a principis de l'escena 4, Franz Betz (com Wotan) va perdre l'anell i va haver d'anar entre bastidors a buscar-lo; la il·luminació de gas va fallar repetidament, submergint l'auditori en la foscor. Algunes innovacions van funcionar bé: la maquinària de rodes utilitzada per les Rhinemaidens per simular la natació va tenir èxit, i la qualitat del cant va agradar fins i tot a Wagner, que d'altra manera estava desesperat i es va negar a presentar-se al públic malgrat els clamors del públic. Els crítics van esmentar gran part de les deficiències tècniques, que van ser superades en gran part durant el transcurs del festival, encara que, per a la fúria de Wagner, no van poder reconèixer aquest fet.

### Reviscudes

#### Produccions tradicionals

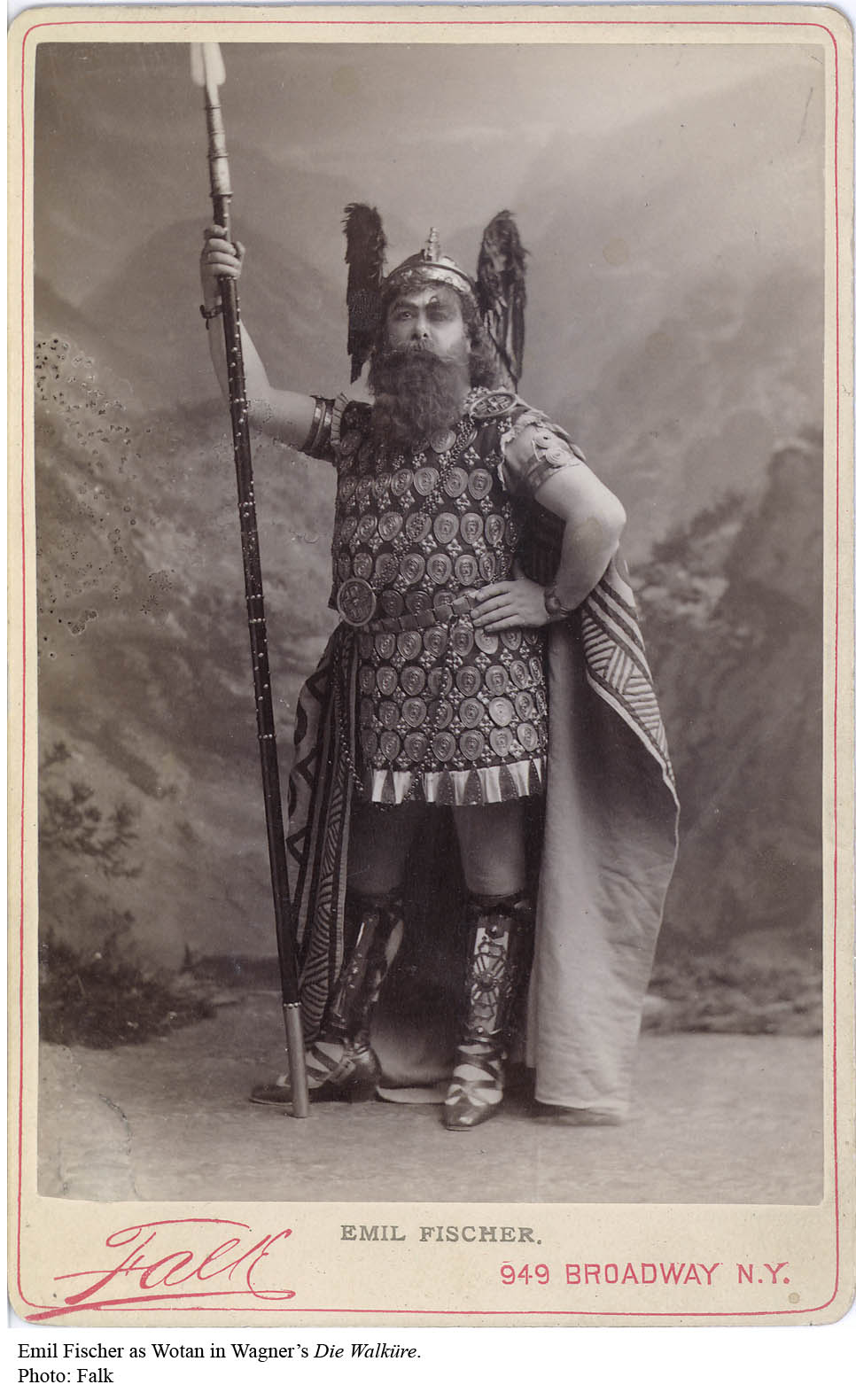
Emil Fischer com Wotan a l'estrena de Nova York el 1889

Després del festival de 1876, Das Rheingold no es va tornar a veure a Bayreuth durant 20 anys, fins que Cosima va reviure el cicle Ring per al festival de 1896. Mentrestant, els teatres d'òpera d'Europa van intentar muntar les seves pròpies produccions, la primera a fer-ho va ser l'⁣Òpera Estatal de Viena, que va posar en escena Das Rheingold el 24 de gener de 1878. L'abril de 1878 es va produir a Leipzig, com a part del primer cicle complet de L'anell que es va organitzar fora de Bayreuth. Londres va seguir el mateix el maig de 1882, quan Rheingold va començar un cicle al Her Majesty's Theatre, Haymarket, sota la batuta d'⁣Anton Seidl. En els anys posteriors a l'estrena de Londres, els cicles d'anells es van organitzar a moltes capitals europees. A Budapest, el 26 de gener de 1889, la primera representació hongaresa de Das Rheingold, dirigida pel jove Gustav Mahler, es va interrompre breument quan la caixa de senyals es va incendiar i una sèrie de mecenes van fugir del teatre.
L'estrena americana de Das Rheingold va ser a càrrec de l'⁣Òpera Metropolitana de Nova York el gener de 1889, com a òpera única, amb Seidl a la direcció. La producció va utilitzar els dissenys de vestuari originals de Bayreuth de Carl Emil Doepler i l'escenografia es va importar d'Alemanya. Segons The New York Times, "les escenografies, vestits i efectes van ser dissenyats i executats amb gran art i van causar resultats admirables". Destaca especialment l'actuació de Joseph Beck que va cantar Alberich: "un bon exemple de cant declamatori wagnerià, la seva entrega de la famosa maledicció de l'anell va ser notablement excel·lent en la seva distinció i força dramàtica". El 4 de març de 1889, amb la major part del repartiment de gener, Seidl va dirigir Das Rheingold per començar el primer cicle de L'anell americà. Des d'aleshores, Das Rheingold, en solitari o com a part de L'anell, es va convertir en habitual del repertori d'òpera internacional, sent vist a Sant Petersburg (1889), París (1901), Buenos Aires (1910), Melbourne (1913) i Rio de Janeiro (1921), així com molts altres grans escenaris.
Després del renaixement de 1896, Das Rheingold es va representar regularment al Festival de Bayreuth, encara que no cada any, dins d'una varietat de produccions del Ring. Fins a la Segona Guerra Mundial, sota el successiu control artístic de Cosima (del 1896 al 1907), el seu fill Siegfried (1908 a 1930) i la vídua de Siegfried Winifred (1931 a 1943), aquestes produccions no es van desviar gaire de les escenificacions ideades per Wagner per a l'estrena de 1876. Amb poques excepcions, aquest enfocament generalment conservador, fins i tot reverencial, que es va estendre a totes les òperes de Wagner, va tendir a reflectir-se en les actuacions fora de Bayreuth.

#### Nova Bayreuth i experimentació
El Festival de Bayreuth, suspès després de la Segona Guerra Mundial, es va reprendre l'any 1951 sota Wieland Wagner, fill de Siegfried, que va introduir el seu primer cicle d'anells a l'estil "Nou Bayreuth". Aquesta va ser l'antítesi de tot el que s'havia vist abans a Bayreuth, ja que es van abandonar l'escenografia, el vestuari i els gestos tradicionals i es van substituir per un disc nu, amb efectes d'il·luminació evocadors per significar canvis d'escena o estat d'ànim. L'estil estricte de New Bayreuth va dominar la majoria de les produccions de Rheingold i Ring a tot el món fins a la dècada de 1970, quan una reacció a la seva desolada austeritat va produir una sèrie d'enfocaments nous. La producció del centenari de Bayreuth del Ring de 1976, dirigida per Patrice Chéreau va suposar una fita significativa en la història de les posades en escena de Wagner: "La desmitologització de la tetralogia de Chéreau va comportar una visió antiheroica de l'obra... el seu escenari de l'acció en una societat industrialitzada. ... juntament amb vestits i accessoris ocasionals del segle xx, van suggerir una continuïtat entre el temps de Wagner i el nostre". Moltes de les característiques d'aquesta producció van ser molt controvertides: l'obertura de Das Rheingold va revelar una vasta presa hidroelèctrica on s'emmagatzema l'or, custodiat per les Dones del Rin que van ser retratades, en paraules de Spotts, com "tres pastissos voluptuosos" - una representació, diu, que "va provocar un xoc del qual ningú es va recuperar del tot". Segons el crític de The Observer, "no havia viscut una protesta al teatre tan furiosa com la que va saludar a Das Rheingold ". Finalment aquesta hostilitat va ser superada; la darrera representació d'aquesta producció, l'any 1980, va ser seguida d'una ovació que va durar noranta minuts.

#### Després de 1980
L'Anell centenari iconoclasta va ser seguit de nombroses interpretacions originals, a Bayreuth i altres llocs, a finals del segle XX i principis del XXI. El festival de 1988 es va obrir amb l'ombrívola interpretació de Das Rheingold de Harry Kupfer, en què Wotan i els altres déus estaven representats com a gàngsters amb ulleres de sol mafioses. Tot aquest Anell, diu Spotts, va ser "una paràbola de com els afamats de poder enganyen, menteixen, intimiden, terroritzen i maten per aconseguir el que volen". La versió d'August Everding, de Chicago (que passaria a formar part d'un cicle complet de L'anell quatre anys més tard), les Rhinemaidens es van unir a cordes elàstiques manipulades des de les ales, la qual cosa els va permetre cabrejar lliurement per l'aire, utilitzant la sincronització de llavis per coordinar-se amb cantants fora de l'escenari. Edward Rothstein, escrivint a The New York Times, va trobar que la producció era "un trencaclosques... desordenat d'enginys" que, imaginava, eren motius visuals que s'aclaririen en òperes posteriors. Keith Warner, en la seva producció de 2004 per a Covent Garden, va retratar, segons l'anàlisi de Barry Millington, "el canvi d'un univers deista a un de controlat per éssers humans". Els perills del progrés científic subvertit es van demostrar a la tercera escena de Rheingold, on Nibelheim va ser representat com una cambra mèdica dels horrors, plena de viviseccions i experiments genètics "indicibles".
A partir de finals de la dècada de 1980, una reacció contra la tendència a interpretacions cada cop més extravagants del cicle Ring va portar a diverses produccions noves de la manera més tradicional. La posada en escena d'⁣Otto Schenk de Das Rheingold, vista per primera vegada al Met de Nova York l'any 1987 i formant el preludi del seu cicle complet de Ring dos anys més tard, va ser descrita per The New York Times com "encantadorament passat de moda" i com a "un alleujament per a molts wagnerians assetjats". James Morris, que va cantar Wotan a la producció de 1987, i James Levine, el director d'orquestra original, van tornar el 2009 quan Schenk va portar el seu cicle Ring al Met per a una darrera actuació.

## Música
Das Rheingold va ser el primer intent de Wagner d'escriure música dramàtica d'acord amb els principis que havia enunciat a Oper und Drama: d'aquí l'absència general a la partitura de "números" operístics convencionals en forma d'àries, conjunts i cors. En lloc d'actuar com a acompanyant de les veus, l'orquestra es combina amb elles en igualtat de condicions per impulsar el drama cap endavant. Segons l'anàlisi de Barry Millington, Das Rheingold representa la més pura aplicació de Wagner dels principis descrits a Opera und Drama, una postura rigorosa que finalment modificaria. Fins i tot a Das Rheingold, com indica Jacobs, Wagner era flexible quan l'ocasió dramàtica ho justificava; així, hi ha moments que els personatges de les Rheinemaiden, les donzelles del Rin, canten melodies que semblen ser musicalment independents del flux general. La música és contínua, amb entrades instrumentals que uneixen les accions de les discretes quatre escenes.

### Preludi
El preludi de Das Rheingold consisteix en un acord estès (136 compassos) en mi♭ major, que comença gairebé inaudiblement en el registre més greu dels vuit contrabaixos. La nota de si♭ s'afegeix als fagots i l'acord s'embelleix encara més a mesura que les trompes entren amb un arpegi creixent per anunciar el motiu "Natura", perfilant els parcials inferiors d'una sèrie harmònica amb un mi♭ fonamental. Això s'elabora més a les cordes; els instruments de registre inferior sostenen la nota mi♭ durant tot el preludi, mentre que l'acord és cada cop més realçat per l'orquestra. Emergeix el motiu del "Rin", que representa el que Osborne descriu com "el curs tranquil i majestuós del personatge del riu El compositor Robert Erickson descriu el preludi com a música drone, "l'única peça de drone coneguda en el repertori de concerts". Millington suggereix que la corda prolongada no representa simplement les profunditats del Rin, sinó "el naixement del món, l'acte de creació en si mateix".

### Primera escena
Quan el preludi arriba al seu punt culminant, s'aixeca el teló i la tonalitat es desplaça a la♭ mentre Woglinde canta un "saluda a les aigües". Les dues primeres i les dues últimes notes d'aquest breu i lent passatge formen un passatge musical descendent que, de diferents formes, es repetirà al llarg de l'òpera, significant de manera diversa la innocència de les Dones del Rin, la seva alegria en l'or i, a la inversa, en la tonalitat menor, la desgràcia d'Alberich pel seu rebuig per part de les donzelles i la seva esclavització dels nibelungs. La primera aparició de l'or està significada per una crida de la trompa apagada en el registre inferior, tocada sota un lluïment de les cordes ondulades, que transmet, diu Holman, "la bellesa brillant i innocent de l'or del Rin en el seu estat antic." El motiu de l'anell en si mateix apareix per primera vegada al vent de fusta, ja que Wellgunde revela que un anell fet d'or conferiria al seu propietari el poder de guanyar la riquesa del món. Això és seguit pel que de vegades es coneix com el motiu de la "renúncia", quan Woglinde canta que per confeccionar un anell d'aquest tipus, el propietari primer ha de renunciar a l'amor. La confusió sorgeix perquè aquest mateix motiu s'utilitza més tard en el cicle de L'Anell per representar l'afirmació més que el rebuig de l'amor; Roger Scruton suggereix que el motiu seria més adequadament etiquetat com a "elecció existencial". Alberich maleeix degudament l'amor, s'apodera de l'or i se'n va, al so dels crits desesperats de les donzelles del Rin.

### Segona escena

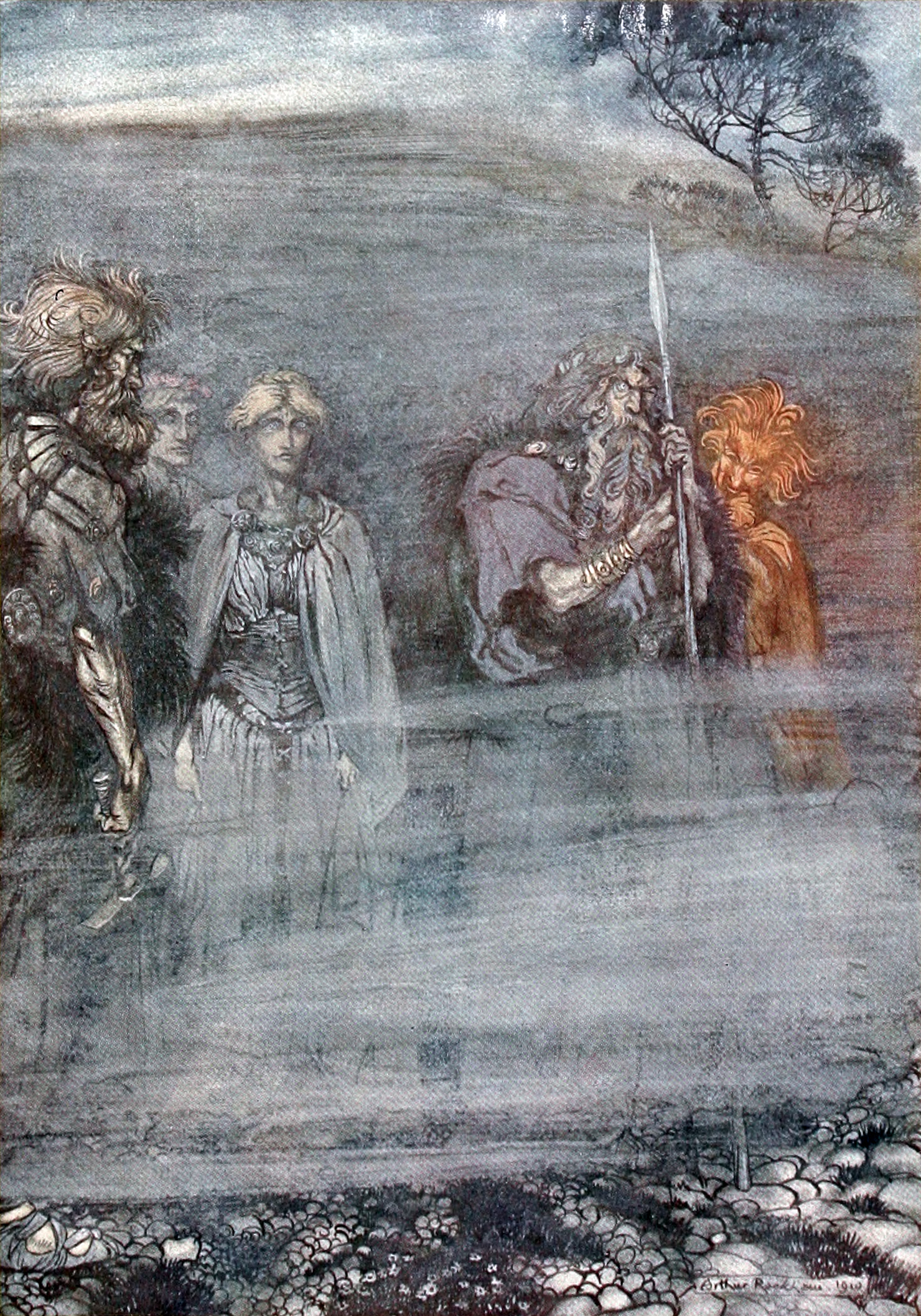
Els déus comencen a perdre la joventut amb la marxa de Freia

Durant el primer entreacte, el motiu de l'Anell es transforma en la música "Valhalla" de diverses parts i sovint reiterada: quatre motius entrellaçats que representen la majestuositat dels déus i l'abast del poder de Wotan. La segona escena comença al cim de la muntanya, a la vista del castell recentment acabat, on Fricka i Wotan discuteixen pel contracte de Wotan amb els gegants. Aquest duo es caracteritza pel motiu "L'enyorament de l'amor" de Fricka, en què ella sospira per una llar que satisfà Wotan i aturarà les seves infidelitats. L'entrada angoixada de Freia està il·lustrada per "Amor", un fragment que es repetirà i es desenvoluparà a mesura que es desenvolupi el cicle de L'Anell. L'entrada dels Gegants està representada per una música pesada i estampada que reflecteix tant la seva naturalesa simple com la seva força bruta. El motiu "Pomes d'or", d'una "bellesa notable" segons Scruton, és cantat per Fafner com un recordatori amenaçador als déus que la pèrdua de Freia significa la pèrdua de la seva joventut i vigor; més tard és utilitzat per Loge per burlar-se dels déus per la seva debilitat després de la marxa de Freia amb els gegants. El motiu "Llança", una escala que descendeix ràpidament, representa la base moral del poder de Wotan i la santedat dels tractats gravats en ell. La frase de cinc notes descendents conegudes com "El valor de la dona", cantada per primera vegada per Loge, és descrita per Holman com un dels motius més generalitzats i atractius de tot el cicle de L'anell: enumera 43 aparicions del motiu al llarg del cicle. Molts dels personatges L'Anell –Wotan, Froh, Alberich, Fasolt i Erda a Das Rheingold– canten aquesta frase o hi fan una referència orquestral.

### Tercera escena
El descens de Wotan i Loge a Nibelheim es representa musicalment en el segon entreacte, que comença amb els motius de "renúncia" i "llança", però ràpidament es veu aclaparat amb el compàs insistent i rítmic de 9/8 del motiu Nibelung en si♭, prefigurat breument al soliloqui de l'escena 2 de Loge. En el clímax de l'entreacte, aquest ritme és martellat en divuit encluses. Aquest motiu s'utilitza després, no només per representar els Nibelungs sinó també la seva esclavitud en un estat de misèria implacable. Durant la interacció inicial de l'escena entre Alberich i Mime, el suau i misteriós motiu de "Tarnhelm" s'escolta en les trompes silenciades; això es combina més tard amb el motiu de la "serp", ja que, a instàncies de Loge, Alberich utilitza el Tarnhelm per transformar-se en una serp gegant. La transició de tornada al cim de la muntanya, després de l'atrapament d'Alberich, fa referència a una sèrie de motius, entre ells la desgràcia d'Alberich, l'anell, la renúncia i l'esclavitud dels nibelungs.

### Quarta escena
Després que Wotan s'apodera de l'anell al captiu Alberich, el monòleg agonitzat i d'autocompasió del nan ("Ara sóc lliure?") acaba amb la seva declamació del motiu de "La maledicció": "una de les idees musicals més sinistres que mai hagin entrat al repertori operístic", segons l'anàlisi de Scruton: "Aixeca a través d'un acord mig disminuït, i després baixa a través d'una octava per establir-se en una tríada tèrbola en do major, amb clarinets en el seu registre més greu sobre un pedal de timbals en fa sostingut". Aquest motiu es repetirà al llarg del cicle; s'escoltarà més endavant en aquesta escena, quan Fafner mata a Fasolt per la possessió de l'anell. Les harmonies tranquil·les i ascendents introdueixen la reconvenció dels déus i els gegants. La disputa posterior sobre la reticència de Wotan a separar-se de l'anell acaba amb l'aparició d'Erda; el seu motiu és una variació en clau menor del motiu "Natura" del preludi. Després de la seva advertència, parteix als sons del motiu "Caiguda", una inversió de l'entrada d'Erda que s'assembla a "El valor de la dona". L'escena acaba amb una ràpida successió de motius: "La crida de Donner", una fanfàrria de trompa per la qual convoca la tempesta; el "Pont de l'Arc de Sant Martí" de Froh que proporciona un camí per als déus cap al Valhalla; el motiu de l'"Espasa", un arpegi en do major que esdevindrà molt significatiu en les òperes posteriors de L'anell, i l'emocionant "Lament de les Rhinemaidens", es va desenvolupar a partir del pas caient que abans significava l'alegria de les donzelles amb l'or. Scruton escriu sobre aquest lament: "I tanmateix, sempre sonant en les profunditats, és el lament de les filles del Rin, cantant d'un ordre natural que va precedir la voluntat conscient que l'ha usurpat. Aquest lament sona en la inconsciència de tots nosaltres, mentre seguim els nostres camins cap a la personalitat, la sobirania i la llibertat...". Són les últimes veus que s'escolten a l'òpera, "perforant-nos el cor amb anhel sobtat, fonent els nostres ossos amb un desig nostàlgic", davant els déus, "marxant amb un triomf buit cap a la seva perdició", entren a Valhalla a una conclusió orquestral eixordadora, formada per diversos motius com "Valhalla", "Pont de l'Arc de Sant Martí" i l'"Espasa".

### Forces orquestrals
Das Rheingold està escrita per a les forces instrumentals següents:
- Vent fusta: Flautí; 3 flautes; 3 oboès; corn anglès; 3 clarinets; clarinet baix; 3 fagots
- Metall: 8 trompes (5-8 doblant Tubes Wagner en sib i fa); 3 trompetes; trompeta baixa; 2 trombons tenors; trombó baix; trombó contrabaix (doblant trombó baix); tuba contrabaix
- Percussió: 2 jocs de timbals; plats; triangle; gong
- Cordes: 16 primers violins; 16 segons violins; 12 violes; 12 violoncels; 8 contrabaixos; 6 arpes (més una setena a l'escenari)
- Fora de l'escenari: 18 encluses de diferents mides (sintonitzades a 3 octaves de fa#); martell

## Valoració crítica
Encara que de vegades es realitza de manera independent, Das Rheingold no es considera generalment fora de l'estructura del cicle de L'anell. Tanmateix, com assenyala Millington, és una obra substancial per dret propi, i té diverses característiques que no comparteixen les altres obres de la tetralogia. És relativament breu, amb música contínua; sense interludis ni pauses. L'acció avança amb relativa rapidesa, sense dificultats, com observa Arnold Whittall, per les "explicacions retardants" -pauses en l'acció per aclarir el context de què està passant- que impregnen les obres posteriors, molt més llargues. La seva manca dels dispositius operístics convencionals (àries, cors, conjunts) permeten encara més que la història progressi ràpidament.
Com que va ser escrit com a preludi dels esdeveniments principals, Das Rheingold no és concloent en si mateix, deixant nombrosos assumptes pendents que es recolliran més tard; la seva funció, com diu Jacobs, és "exposar, no treure conclusions". El fet que la majoria dels seus personatges mostrin emocions decididament humanes fa que sembli, segons un escriptor recent, "molt més un drama actual que una faula remota". No obstant això, Philip Kennicott, escrivint a The Washington Post, la descriu com "la més difícil de les quatre d'estimar, amb les seves baralles familiars, una àmplia exposició i l'estrany i híbrid món que Wagner crea, no sempre còmodament equilibrat entre el mític i el reconeixible humà". Determinades presumpcions són impugnades o anul·lades; John Louis Gaetani, en un assaig del 2006, assenyala que, en opinió de Loge, els déus són molt més culpables que els nibelungs, i que Wotan, malgrat tot el seu prestigi com a governant dels déus, "fa molt més mal del que Alberich ha somiat mai".

## Enregistraments
Les actuacions en directe de Das Rheingold de Bayreuth i d'altres llocs es van enregistrar a partir de 1937, però no es van emetre durant molts anys. El primer enregistrament d'estudi, i el primer que es va publicar comercialment, va ser la versió Decca de Georg Solti de 1958, com a part del seu cicle complet del Ring, 1958–1966, que va marcar l'inici d'una nova era en l'òpera enregistrada. Des de llavors Das Rheingold s'ha gravat, com a part del cicle, en moltes ocasions i de manera regular.
| Any  | Elenc (Alberich, Wotan, Fricka, Loge, Freia, Fasolt, Fafner, Donner, Froh, Erda, Mime) | Director Orquestra                                                                                 | Segell Cat. # Mono/Stereo, Tots d'estudi si no s'indica                                              |
| ---- | --- | -------------------------------------------------------------------------------------------------- | --- |
| 1937 | Eduard Habich, Friedrich Schorr, Karin Branzell, René Maison, Dorothee Manski, Norman Cordon, Emanuel List, Julius Huehn, Hans Clemens, Doris Doe, Karl Laufkötter                                                                     | Artur Bodanzky, Metropolitan Opera Orchestra                                                       | CD: Naxos Historical Cat: 8.110047-48 Mono                                                           |
| 1948 | Adolf Vogel, Ferdinand Frantz, Elisabeth Höngen, Julius Pölzer, Ilona Steingruber, Marjan Rus, Herbert Alsen, Alfred Poell, Willy Friedrich, Rosette Anday, William Wernigk                                                            | Rudolf Moralt, Die Wiener Symphoniker                                                              | CD: Myto Cat: MCD00188 Mono                                                                          |
| 1950 | Alois Pernerstorfer, Ferdinand Frantz, Elisabeth Höngen, Joachim Sattler, Walburga Wegner, Ludwig Weber, Albert Emmerich, Angelo Mattiello, Günther Treptow, Margret Weth-Falke, Emil Markwort                                         | Wilhelm Furtwängler, Orchestra & Chorus of La Scala Milà                                           | CD: Opera d'Oro and Archipel Records Cat: OPD1501 Ring complet)) and ARPCD0413 Mono, en viu          |
| 1952 | Gustav Neidlinger, Hermann Uhde, Ira Malaniuk, Erich Witte, Inge Borkh, Ludwig Weber, Josef Greindl, Werner Faulhaber, Wolfgang Windgassen, Melanie Bugarinovic, Paul Kuën                                                             | Joseph Keilberth, Orchester der Bayreuther Festspiele                                              | CD: EMI Cat: CZS 7 67124 2 Mono, en viu                                                              |
| 1953 | Gustav Neidlinger, Ferdinand Frantz, Ira Malaniuk, Wolfgang Windgassen, Elisabeth Grümmer, Josef Greindl, Gottlob Frick, Alfred Poell, Lorenz Fehenberger, Ruth Siewert, Julius Patzak                                                 | Wilhelm Furtwängler, Orchestra Sinfonica e Coro della RAI                                          | CD: Angel, Cat: CDZM 67213 (Ring complet) Mono                                                       |
| 1953 | Gustav Neidlinger, Hans Hotter, Ira Malaniuk, Erich Witte, Bruni Falcon, Ludwig Weber, Josef Greindl, Hermann Uhde, Gerhard Stolze, Erika Zimmermann, Paul Kuën                                                                        | Clemens Krauss, Orchester der Bayreuther Festspiele                                                | CD: Gala, Cat: 100.519 Mono, en viu                                                                  |
| 1955 | Gustav Neidlinger, Hans Hotter, Georgine von Milinkovic, Rudolf Lustig, Hertha Wilfert, Ludwig Weber, Josef Greindl,Toni Blankenheim, Josef Traxel, Maria von Ilosvay, Paul Kuën                                                       | Joseph Keilberth, Orchester der Bayreuther Festspiele                                              | CD: Testament Cat: SBT21390 Stereo, en viu                                                           |
| 1957 | Otakar Kraus, Hans Hotter, Georgine von Milinkovic, Erich Witte, Elisabeth Lindermeier, Kurt Böhme, Friedrich Dalberg, Robert Allmann, Erich Witte, Maria von Ilosvay, Peter Klein                                                     | Rudolf Kempe, Orchestra of the Royal Opera House, Covent Garden                                    | CD: Testament Cat: SBT131426 (Ring complet) Mono, en viu                                             |
| 1958 | Gustav Neidlinger, George London, Kirsten Flagstad, Set Svanholm, Claire Watson, Walter Kreppel, Kurt Böhme, Eberhard Wächter, Waldemar Kmentt, Jean Madeira, Paul Kuën                                                                | Georg Solti, Wiener Philharmoniker                                                                 | CD: Decca Cat: 4780382 Stereo                                                                        |
| 1959 | Otakar Kraus, Hans Hotter, Ursula Boese, Richard Holm, Una Hale, Kurt Böhme, Michael Langdon, David Kelley, Edgar Evans, Marga Höffgen, Peter Klein                                                                                    | Franz Konwitschy Covent Garden Orchestra Royal Opera House, Covent Garden 18/9/1959                | CD: Walhall Cat: WLCD0334 En viu                                                                     |
| 1962 | Zoltán Kelemen, George London, Elisabeth Schärtel, Herbert Schachtschneider, Ingeborg Kjellgren, Gerd Nienstedt, Heiner Horn, Karl Sablotzke, Hermann Winkler, Helen Raab, Erwin Wohlfahrt                                             | Wolfgang Sawallisch, Gürzenich-Orchester                                                           | CD: Living Stage Cat: LS 1004 Mono, en viu                                                           |
| 1966 | Gustav Neidlinger, Theo Adam, Annelies Burmeister, Wolfgang Windgassen, Anja Silja, Martti Talvela, Kurt Böhme, Gerd Nienstedt, Hermin Esser, Věra Soukupová, Erwin Wohlfahrt                                                          | Karl BöhmOrchester der Bayreuther Festspiele                                                       | CD: Philips Cat: 412 475-2 Stereo, en viu                                                            |
| 1967 | Zoltán Kelemen, Dietrich Fischer-Dieskau, Josephine Veasey, Gerhard Stolze, Simone Mangelsdorff, Martti Talvela, Karl Ridderbusch, Robert Kerns, Donald Grobe, Oralia Domínguez, Erwin Wohlfahrt                                       | Herbert von KarajanBerliner Philharmoniker                                                         | CD: Deutsche Grammophon Cat: 457 781-2 Stereo                                                        |
| 1980 | Hermann Becht, Donald McIntyre, Hanna Schwarz, Heinz Zednik, Carmen Reppel, Matti Salminen, Fritz Hübner, Martin Egel, Siegfried Jerusalem, Ortrun Wenkel, Helmut Pampuch                                                              | Pierre BoulezOrchester der Bayreuther Festspiele                                                   | CD: Philips Cat: 434 422-2 Stereo                                                                    |
| 1983 | Siegmund Nimsgern, Theo Adam, Yvonne Minton, Peter Schreier, Marita Napier, Roland Bracht, Matti Salminen, Karl-Heinz Stryczek, Eberhard Büchner, Ortrun Wenkel, Christian Vogel                                                       | Marek Janowski, Sächsische Staatskapelle Dresden                                                   | CD: RCA (reissue; originally issued by Eurodisc) Cat: B00011MJV6 (RCA reissue, cicle complet) Stereo |
| 1988 | Ekkehard Wlaschiha, James Morris, Christa Ludwig, Siegfried Jerusalem, MarieAnne Häggander, Kurt Moll, Jan-Hendrik Rootering, Siegfried Lorenz, Mark Baker, Birgitta Svendén, Heinz Zednik                                             | James Levine, Metropolitan Opera Orchestra                                                         | CD: Deutsche Grammophon Cat: 445 295-2 Stereo                                                        |
| 1989 | Theo Adam, James Morris, Marjana Lipovšek, Heinz Zednik, Eva Johansson, Hans Tschammer, Kurt Rydl, Andreas Schmidt, Peter Seiffert, Jadwiga Rappé, Peter Haage                                                                         | Bernard Haitink, Sinfonieorchester des Bayerischen Rundfunks                                       | CD: EMI Cat: CDS 7 49853 2 Stereo                                                                    |
| 1989 | Ekkehard Wlaschiha, Robert Hale, Marjana Lipovšek, Robert Tear, Nancy Gustafson, Jan-Hendrik Rootering, Kurt Moll, Florian Cerny, Josef Hopferwieser, Hanna Schwarz, Helmut Pampuch                                                    | Wolfgang Sawallisch, Orchester der Bayerische Staatsoper                                           | CD: EMI Cat: 724357273121 (Ring complet) Stereo, en viu                                              |
| 1991 | Günter von Kannen, John Tomlinson, Linda Finnie, Graham Clark, Eva Johansson, Matthias Hölle, Philip Kang, Bodo Brinkmann, Kurt Schreibmayer, Birgitta Svendén, Helmut Pampuch                                                         | Daniel Barenboim, Orchester der Bayreuther Festspiele                                              | CD: Teldec Cat: 4509 91185 2 Stereo, en viu                                                          |
| 1995 | Oleg Bryjak, John Wegner, Wilja Ernst-Mosuraitis, Hans-Jörg Weinschenk, Ruth Floeren, Simon Yang, Malcolm Smith, Tero Hannula, Mario Muraro, Mette Ejsing, Michael Nowak                                                               | Günter Neuhold, Badische Staatskapelle                                                             | CD: Brilliant Classics (licensed from Bella Musica) Cat: 99801 (Ring complet) Stereo, en viu         |
| 2002 | Esa Ruuttunen, Wolfgang Probst, Michaela Schuster, Robert Künzli, Helga Rós Indridadóttir, Roland Bracht, Phillip Ens, Motti Kastón, Bernhard Schneider, Mette Ejsing, Eberhard Francesco Lorenz                                       | Lothar Zagrosek, Orchester der Staatsoper Stuttgart at the Württembergische Staatsoper, Stuttgart) | CD: Naxos Records Cat: 8.660170-71 Stereo (SACD), en viu                                             |
| 2004 | John Wegner, John Bröcheler, Elizabeth Campbell, Christopher Doig, Kate Ladner, Andrew Collis, David Hibbard, Timothy DuFore, Andrew Brunsdon, Liane Keegan, Richard Greager                                                           | Asher Fisch Adelaide Symphony Orchestra                                                            | CD: Melba Cat: MR 301089-90 Stereo (SACD), en viu                                                    |
| 2007 | Franz-Josef Kapellmann, Juha Uusitalo, Anna Larsson, John Daszak, Sabina von Walter, Matti Salminen, Stephen Milling, Ilya Bannik, German Viller, Christa Mayer, Gerhard Siegel                                                        | Zubin Mehta, Orquestra de la Comunitat Valenciano                                                  | DVD and Blu-ray: C Major Cat: 700508 Surround Sound, en viu                                          |
| 2008 | Alexander Tsymbalyuk, Anna-Beth Solvang, Deborah Humble, Falk Struckmann, Gabriele Rossmanith, Ha Young Lee, Hellen Kwon, Jan Buchwald, Jurgen Sacher, Katja Pieweck, Ladislav Elgr, Peter Galliard Tigran Martirossian, Wolfgang Koch | Simone Young Hamburg State Opera i l'Hamburg Philharmonic Orchestra                                | CD: Oehms ASIN: B001FZG3IC Stereo, en viu                                                            |
| 2008 | Tomas Mowes, Mario Hoff, Christine Hansmann, Erin Caves, Marietta Zumbult, Renatus Meszar, Hidekazu Tsumaya, Alexander Gunther, Jean-Noel Briend, Nadine Weissmann, Frieder Aurich                                                     | Carl St Clair Staatskapelle Weimar                                                                 | Blu-ray: Arthaus Musik Cat: 101354 Surround Sound, en viu                                            |
| 2009 | Andrew Shore, Albert Dohmen, Michelle Breedt, Arnold Bezuyen, Edith Haller, Kwangchul Youn, Hans-Peter König, Ralf Lukas, Clemens Bieber, Christa Mayer, Gerhard Siegel                                                                | Christian Thielemann, Orchester der Bayreuther Festspiele                                          | CD: Opus Arte Cat: OACD9000BD Stereo (SACD), en viu                                                  |
| 2014 | Richard Paul Fink, Greer Grimsley, Stephanie Blythe, Mark Schowalter, Wendy Bryn Harmer, Andrea Silvestrelli, Daniel Sumegi, Markus Brück, Ric Furman, Lucille Beer, Dennis Petersen                                                   | Asher Fisch, Seattle Opera, Seattle Symphony Orchestra, and Seattle Opera Chorus                   | CD: Avie Records Cat: AV2313 (Ring complet) Stereo, en viu                                           |